# أوستين وليامز
أوستين وليامز (بالإنجليزية: Austin Williams)‏ هو ممثل أمريكي، ولد في 13 نوفمبر 1996 بنيويورك في الولايات المتحدة.

## أعمال

### أفلام
- (2007) مايكل كلايتون[3]
- (2013) السكر

## وصلات خارجية
- أوستين وليامز على موقع IMDb (الإنجليزية)
- أوستين وليامز على موقع ألو سيني (الفرنسية)
- أوستين وليامز على موقع أول موفي (الإنجليزية)
- أوستين وليامز على موقع قاعدة بيانات الأفلام السويدية (السويدية)
- أوستين وليامز على موقع قاعدة بيانات الفيلم (الإنجليزية)
- أوستين وليامز على موقع كينوبويسك (الروسية)